# آنتونوفکا (شهرستان زاویتینسکی، استان آمور)
آنتونوفکا (به لاتین: Antonovka) یک منطقهٔ مسکونی در روسیه است که در استان آمور واقع شده‌است.